# Arnold Constable & Company
Arnold Constable & Company was een warenhuisketen in de agglomeratie New York. Het was ooit het oudste warenhuis van Amerika en is meer dan 150 jaar actief geweest, van de oprichting in 1825 tot de sluiting in 1975. Op het hoogtepunt van het bedrijf werd het vlaggenschip, het "Palace of Trade" in Manhattan – gelegen op Broadway 881-887 bij East 19th Street, doorlopend tot 115 Fifth Avenue – erkend als de winkel die het grootste deel van de high society-handel in New York voor zijn rekening nam, en de rijken en elite van de stad bediende, zoals de vrouwen van Grover Cleveland, Andrew Carnegie, Thomas Edison, J.P. Morgan, John D. Rockefeller en Cornelius Vanderbilt.

## Geschiedenis
Arnold Constable & Company begon als een kleine winkel in textiel op Front Street 91 in Lower Manhattan. De winkel werd in 1825 geopend door Aaron Arnold, die vanuit het eiland Wight naar de Verenigde Staten was geëmigreerd. Arnold verhuisde de zaak naar een groter pand aan Pine Street en nam zijn neven George en James Hearn als partners aan. De zaak bleef bekend als Arnold en Hearn tot 1842, toen de Hearns hun eigen winkel begonnen. James Mansell Constable was een werknemer van A. Arnold & Co. die later met Arnolds dochter zou trouwen. In 1842 werd hij aangenomen als partner, waarna de naam van de winkel in 1853 werd veranderd in Arnold Constable & Company.

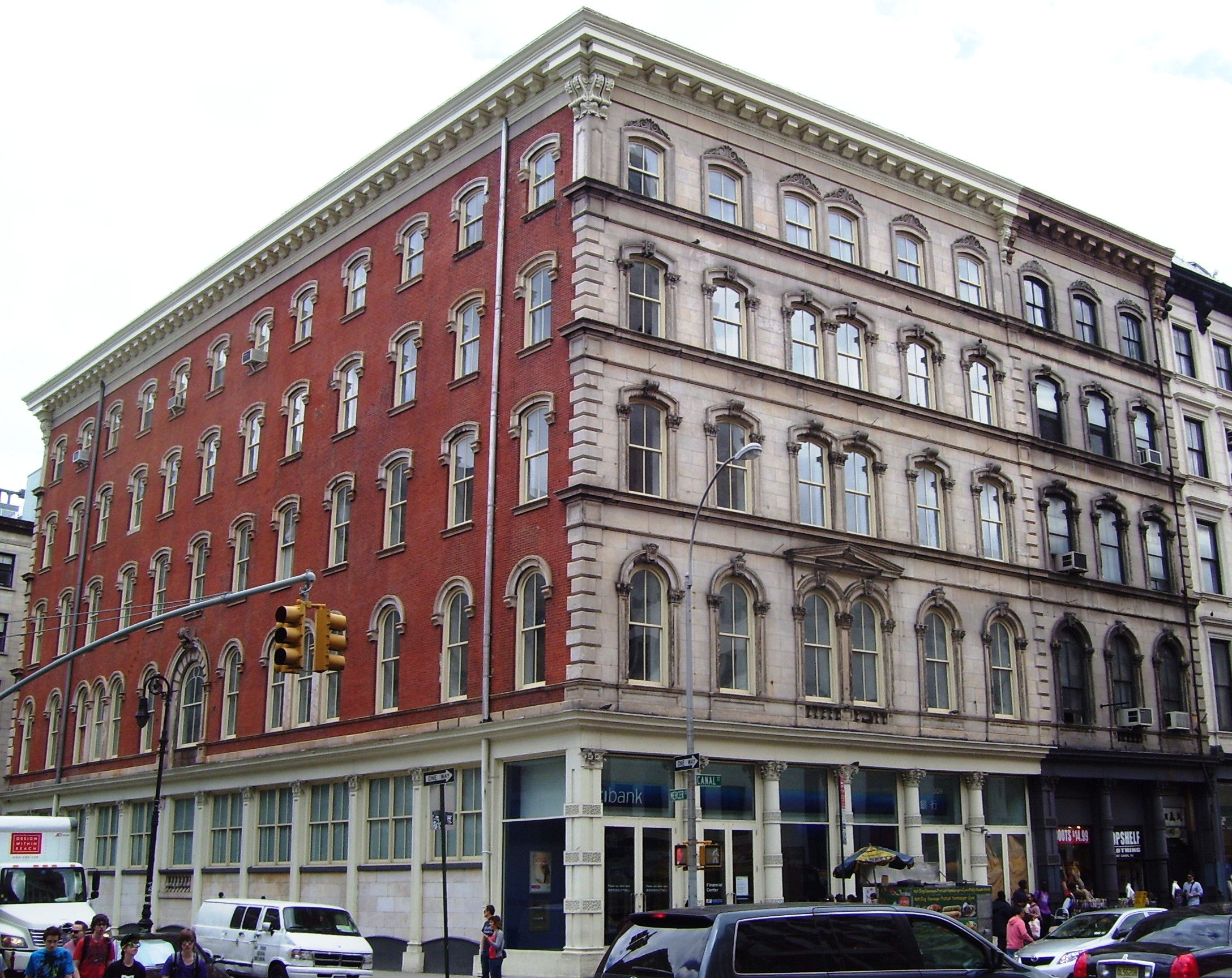
De Arnold Constable-gebouwen op Canal Street 307-311, met de rode bakstenen gevel aan Mercer Street. 309-311 (op de hoek) is het oorspronkelijke gebouw, en 307 (midden van het blok) was een toevoeging.

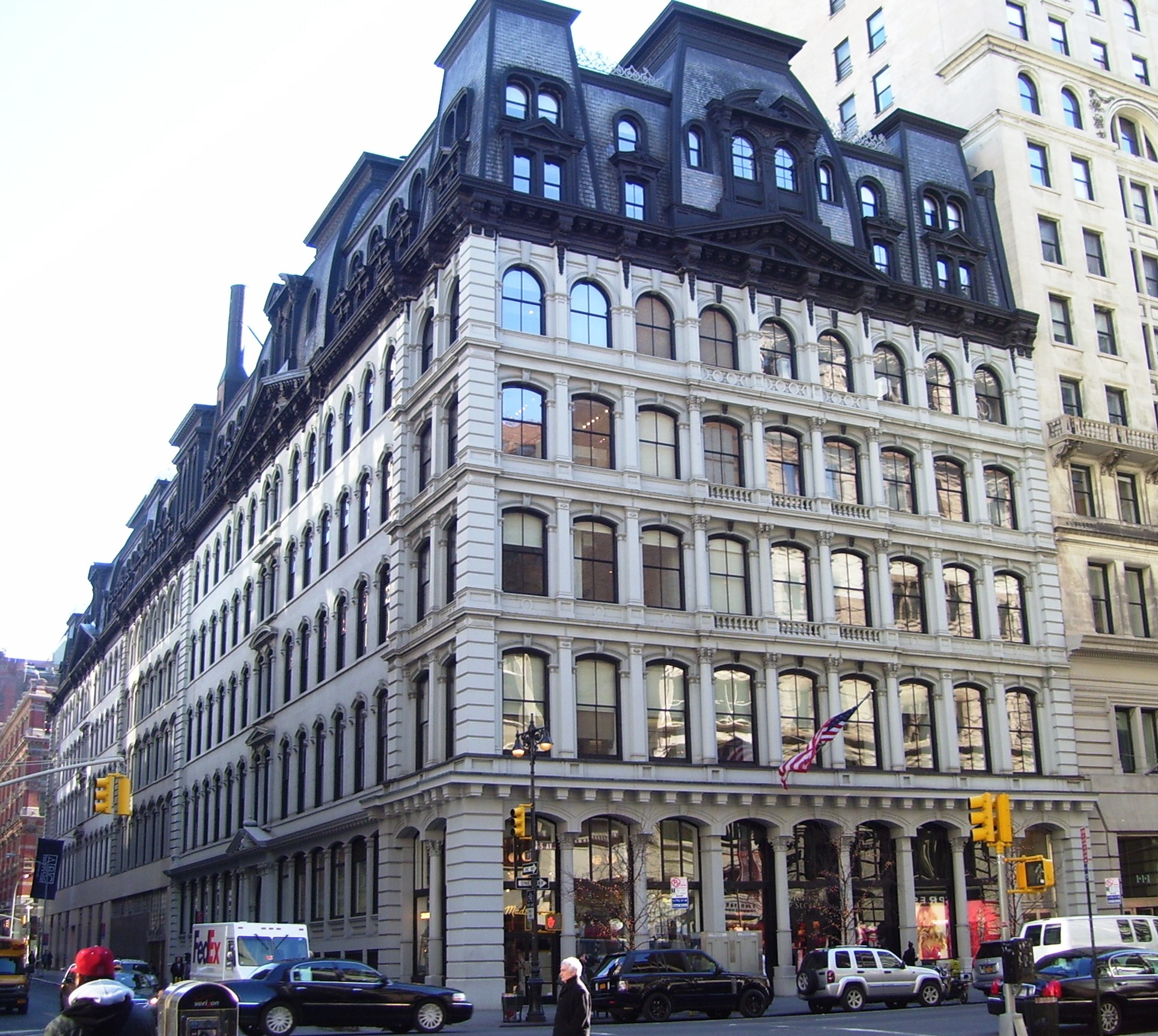
De bovenste verdiepingen van de gevel aan Fifth Avenue, met de gevel aan 19th Street aan de linkerkant, richting het oosten richting Broadway

### Verhuizingen en uitbreidingen
In 1857 verhuisde de winkel naar een vier verdiepingen tellend witmarmeren paleis op Canal Street 309-311 met gevels aan Howard Street en Mercer Street. Een paar jaar later, toen het land te kampen had met inflatie, was de winkel een van de eerste die haar klanten maandelijks een kredietrekeningen verstrekte in plaats van twee keer per jaar. Het bedrijf bleef groeien en voegde in 1862 een gebouw van vijf verdiepingen toe aan Canal Street 307 en een vijfde verdieping aan het oorspronkelijke gebouw. De nieuwe toevoegingen zijn esthetisch geïntegreerd met de bestaande structuur. 
De winkel stond bekend als een imperium voor hoogwaardige mode, maar werd al snel te groot voor de vestiging aan Canal Street. In 1869 liet het bedrijf daarom een marmeren gebouw bouwen aan Broadway en East 19th Street, ontworpen door Griffith Thomas, in een gebied dat later bekend zou worden als het winkelgebied "Ladies' Mile". De winkel was een van de pioniers van dit winkelgebied en behoorde tot de eerste die erheen verhuisde. Destijds was Arnold Constable de op één na grootste textielwinkel in de stad, en het gebouw werd door kranten het 'Paleis van de Handel' genoemd. Het gebouw werd in 1872 uitgebreid met tapijten en een stoffeerafdeling, en breidde in 1876-77 uit tot het hele blok tot aan Fifth Avenue om een groothandelsafdeling te huisvesten. Arnold Constable werd destijds beschouwd als ‘een van de grootste bedrijven ter wereld’, en het bedrijf was zo winstgevend dat de New York Herald in 1897 meldde dat het bedrijf de vijfde grootste vastgoedeigenaar in New York City was. Onder de eigendommen die het bedrijf bezat, bevond zich een kantoorpand op Fifth Avenue en East 18th Street, dat aansloot op het gigantische imperium van het bedrijf.
Ondanks Arnolds dood in 1876 bleef de zaak door de jaren heen groeien, totdat het noodzakelijk werd om de bovenlaag van de bevolking van de stad te volgen en in 1914 te verhuizen naar een nog grotere ruimte op de hoek van Fifth Avenue en 40th Street. Dit was de locatie van het voormalige Vanderbilt-herenhuis en nu de Mid-Manhattan Library van de New York Public Library.

### Europese expansie
Clark Lawrence Sharpstein (1807-1880) begon zijn carrière als bediende in de winkel van Arnolds neef voordat hij naar Arnold, Constable verhuisde, toen die nog aan Canal Street was gevestigd. Hij kreeg al snel een hoge positie binnen het bedrijf en was een van de drijvende krachten achter de verhuizing naar Broadway. Arnold stuurde hem op inkoopreizen naar Parijs. In 1855 richtte hij een filiaal van Arnold, Constable op in Parijs en werd partner in het overkoepelende bedrijf. Hij bleef de Parijse winkel runnen tot aan zijn dood, op een jaar verlof in 1870 na. Tot de Europese activiteiten behoorde ook een winkel in Londen; een lithografie waarop die winkel is afgebeeld, bevindt zich in de collectie van het Minneapolis Institute of Art.

### Latere jaren
In 1925 fuseerde Arnold Constable met de speciaalzaak Stewart & Company en breidde het bedrijf uit naar de voorsteden. In 1937 werd het eerste filiaal in een voorstad geopend in New Rochelle, New York. Latere uitbreidingen in de voorsteden omvatten vestigingen in Hempstead en Manhasset op Long Island, Upper Darby Township, Pennsylvania en in New Jersey. De meeste filialen bevonden zich in het stadscentrum, vaak in kleine winkelcentra. In de jaren 1960 waren er 11 tot 12 Amerikaanse winkels, totdat de zaken achteruitgingen als gevolg van de groei van winkelcentra ten koste van zelfstandige winkels. Uiteindelijk sloten de 10 filialen in de voorsteden.
In 1961 verkocht Arnold Constable zijn hoofdvestiging aan de New York Public Library voor zijn vestiging in Mid-Manhattan, maar huurde de eerste paar verdiepingen terug van de bibliotheek om de winkel te kunnen blijven runnen. In juli 1974 werd het huurcontract voor alle ruimtes behalve de begane grond beëindigd. In maart 1975 werd de hoofdwinkel volledig gesloten. Kleinere filialen in winkelcentra bleven bestaan en breidden zich zelfs uit, onder de merken NoName en Garment District.
De NoName-winkels hadden letterlijk geen naam en geen logo. Een logo-ontwerp werd geregistreerd als handelsmerk, maar nooit gebruikt. In de jaren negentig werden de resterende activiteiten verkocht aan de Canadese retailer Y M Inc., die nu de Amerikaanse ketens Annie Sez, Mandee en Afaze exploiteert. 

## Het "Palace of Trade"
De tweede vlaggenschipwinkel van Arnold Constable, die zich nu in de Ladies' Mile Historic District bevindt, begon als het tweede van twee identieke gebouwen met marmeren gevels, beide ontworpen door architect Griffith Thomas in de stijl van het Second Empire Commercial, de andere was voor de retailer Edward Hoyt, die rond dezelfde tijd als Arnold Constable naar het gebied verhuisde. Latere wijzigingen aan de gebouwen hebben hun identieke begin verhuld.
Het Arnold Constable-gebouw groeide door de tijd heen door aanbouw, waarbij de verschillende gedeelten van elkaar gescheiden werden door bakstenen brandwanden. De interieurs werden echter zo open mogelijk gehouden en alleen ondersteund door gietijzeren pilaren, zodat er flexibiliteit was bij het uitstallen van koopwaar. Later werden de gedeelten met elkaar verbonden door binnenplaatsen die natuurlijk verlicht werden door dakramen. Naast de verkoopruimtes bevatte het gebouw ook opslagruimte en werkplaatsen.
De eerste grote verandering aan het gebouw vond plaats in 1872, met een 15 m uitbreiding langs de 19th Street, met toevoeging van een zij-ingang. In die tijd werd ook het ‘wonderbaarlijke’ mansardedak van twee verdiepingen toegevoegd. Vier jaar later werd nog eens 46 m toegevoegd, waardoor het gebouw aan Fifth Avenue kwam te liggen. Griffith Thomas ontwierp beide uitbreidingen en volgde daarbij zijn originele ontwerp. De versieringen werden echter uitgevoerd in het goedkopere gietijzer in plaats van in het duurdere marmer van het oorspronkelijke gebouw. In 1883-84 werd er een aanbouw aan de 18th Street toegevoegd, die met het hoofdgebouw verbonden was door een vier verdiepingen hoge brug, en direct op de begane grond en de kelder. Dit gebouw werd ontworpen door William Schickel in renaissancestijl. In 1894 werd op de zuidwesthoek van Fifth Avenue en East 18th Street een toren van twaalf verdiepingen toegevoegd, eveneens ontworpen door Schickel. Oorspronkelijk was het de bedoeling dat het gebouw op de begane grond zou worden gebruikt voor detailhandel en daarboven voor productie, maar de bovenste verdiepingen werden voor de voltooiing van het gebouw in 1895 omgebouwd tot kantoorruimte. Nadat Arnold Constable & Company in 1914 verder naar het noorden verhuisde, werd het gebouw in 1915 omgebouwd voor groothandelsdoeleinden.
Het "Handelspaleis" werd als een waar architectonisch hoogstandje beschouwd. De New York Herald schreef over het voltooide gebouw: "Door een mooie indeling en symmetrische aanpassing van al zijn onderdelen wordt de massiviteit van de structuur op een aangename manier verlicht, en is het gebouw zo, vanuit architectonisch oogpunt, een van de mooiste gebouwen in de stad."